# Doryctes testaceus
Doryctes testaceus är en stekelart som beskrevs av Juan Brèthes 1913. Doryctes testaceus ingår i släktet Doryctes och familjen bracksteklar. Inga underarter finns listade i Catalogue of Life.